# Flitterbach
Der Flitterbach ist ein etwa sieben Kilometer langer linker Zufluss der Röslau in der Stadt Arzberg im Landkreis Wunsiedel im bayerischen Teil des Fichtelgebirges.

## Geographie

### Ursprung
Der Flitterbach entspringt am Südost-Abfall des 583 m ü. NHN hohen Galgenbergs unweit des Ortsrandes von Neuenreuth, wo er einem Quellteich entfließt. Ältere Beschreibungen nennen das Pechloh- und das Becherbächlein als Quellbäche.

### Verlauf
Der Flitterbach fließt ständig in etwa südöstlicher Richtung, zunächst am Markt Thiersheim auf dem rechten Hang vorbei, dann durch dessen Dorf Stemmas und passiert die ebenfalls zugehörigen Einöden Mittelmühle an der Mündung des Thiersbachs und Karlmühle an der des Kothigenbibersbacher Bachs. Im Stadtgebiet von Arzberg, auf das er danach überwechselt, fließt er durch das kleine Dorf Sandmühle, an der Flittermühle vorbei und wird kurz vor dem Eintritt in den geschlossenen Siedlungsbereich von Arzberg zwischen Oberer und Unterer Rohrschmiedmühle vom Viadukt der Bundesstraße 303 überspannt. Gleich danach mündet vom nahen Dorf Röthenbach im Westen kommend der gleichnamige Zufluss. Nachdem der Flitterbach den Stadtkern von Arzberg durchflossen hat, mündet er noch in dessen Siedlungsbereich zwischen der Wiesenmühle und der Flussbrücke der Bahnhofstraße von links in die dort etwa ostnordostwärts fließende Röslau.

### Einzugsgebiet
Das Einzugsgebiet des Flitterbachs umfasst 25,6 km² im Fichtelgebirge. Sein höchster Punkt liegt an der Nordostecke auf dem 652 m ü. NHN hohen Nebengipfel Basalthöhe des Steinbergs. Östlich der Wasserscheide von der Mündung bis zum Steinberg hinauf grenzt das Einzugsgebiet der Röslau an. Jenseits der nördlichen Wasserscheide und von dort bis zur Nordwestspitze führt die Eger den Abfluss der anderen Seite fort; größte unmittelbare Konkurrenten auf diesem Abschnitt sind der dieser bei Kaiserhammer über einen Mühlkanal zufließende Dangesbach und ganz im Nordwesten der Bibersbach. Hinter der südwestlichen Einzugsgebietsgrenze fließt der Leimatbach zur Röslau oberhalb des Flitterbachs.

### Zuflüsse
Liste der Zuflüsse vom Ursprung zur Mündung. Mit Gewässerlänge und Einzugsgebiet und Höhe. Andere Quellen für die Angaben sind vermerkt.
- (Zufluss aus dem Lukasloh), von rechts und Westen auf etwa 535 m ü. NHN, ca. 1,9 km und ca. 1,5 km².
- Thiersbach, von rechts und Westen auf etwa 512 m ü. NHN an der Mittelmühle, ca. 4,8 km und ca. 5,4 km².
- Kothigenbibersbacher Bach, von links und Norden auf etwa 505 m ü. NHN an der Karlsmühle, ca. 2,2 km und ca. 3,8 km².
- (Zufluss aus Richtung Rosenbühl), von links und Nordosten auf etwa 498 m ü. NHN, ca. 1,4 km und ca. 1,7 km².
- Röthenbach, von rechts und Westen auf etwa 475 m ü. NHN zwischen Oberer und Unterer Rohrschmiedmühle, ca. 2,5 km und ca. 3,6 km².

## Nutzung
Am Flitterbach und an seinen Zuflüssen liegen etliche Teiche, die der Fischzucht dienen. Einst trieb er insgesamt 14 Mühlen an (Böhmmühle, Mittelmühle, Karlmühle, Sandmühle, Flittermühle, Obere Rohrschmiedsmühle, Untere Rohrschmiedsmühle, Hafnermühle u. a.).

## Historie
Vor dem Bau eines Rückhaltebeckens führte der Flitterbach, alleiniger Entwässerer des Thiersheimer Beckens, jahrhundertelang bei Starkregen in diesem Gebiet zum Teil verheerende Sturz-Hochwasser nach Arzberg, die ganze Straßenzüge verwüsteten. Einige Hochwasser-Markierungen an den Wänden älterer Häuser zeigen Pegelstände von bis zu 3 m über Straßenniveau an, während benachbarte Straßenzüge kaum oder gar nicht vom Hochwasser betroffen waren.

## Karte
- Bayerisches Landesvermessungsamt: UK 50-13 Naturpark Fichtelgebirge – östlicher Teil, Maßstab 1:50.000 (mit Wanderwegen)

### BayernAtlas („BA“)
Amtliche Online-Gewässerkarte mit passendem Ausschnitt und den hier benutzten Layern: Lauf und Einzugsgebiet des Flitterbachs

Allgemeiner Einstieg ohne Voreinstellungen und Layer: BayernAtlas der Bayerischen Staatsregierung (Hinweise)
1. 1 2 3  Höhe abgefragt auf dem Hintergrundlayer Amtliche Karte (Rechtsklick).
2. 1 2  Höhe nach schwarzer Beschriftung auf dem Hintergrundlayer Amtliche Karte.
3. ↑  Geologie nach dem Layer Geologischen Karte 1:500.000.
4. ↑  Länge abgemessen auf dem Hintergrundlayer Amtliche Karte.
5. ↑  Einzugsgebiet abgemessen auf dem Hintergrundlayer Amtliche Karte.

### Andere
1. 1 2  Länge und Einzugsgebiet nach: Gesamttabelle des Gewässerverzeichnisses Bayern des Bayerischen Landesamtes für Umwelt (XLS, 10,3 MB)
2. ↑  Piniferus: Taschenbuch für Reisende ins Fichtelgebirge